# Жан Бар
Жан Бар (фр. Jean Bart; 21. октобар 1650 - 27. април 1702) био је француски адмирал.
Рођен је у Денкерку, у породици помораца, отац му је био морнар, рибар и гусар. Течно је говорио фламански језик, као ~ у то доба ~ матерњу језик тог региона. Његово крштено име било је Јан.
Као веома млад служио је у холандској морнарици под адмиралом Михил де Ројтером. Када је 1672. године отпочео рат између Француске и Холандије приступио је француској морнарици. 1679. године постао је поручник након што је, због своје младости, шест година успешно дејствовао као гусар против Холанђана у Ла Маншу, Северном и Средоземном мору.
Током Рата Велике алијансе 1689. године на челу ескадре фрегата успео је да пробије англо-холандску блокаду и снабде Брест муницијом. Исте године је био заробљен од Енглеза и одведен у Плимут, али је три дана касније успео да побегне чамцем са још 20 морнара и докопа се Бретање. 1691-1692. године са седам бродова пробио се из блокираног Денкерка, у Севреном мору заробио три ратна и 20 трговачких бродова, уништио око 80 рибарских бродова и извршио десантни препад ког Њукасла спаливши при том четири села. Као заповедник линијског брода Ле Глорије 1693. године је у бици код Лагоша уништио је шест а у бекство натерао пет англо-холандских бродова.
29. јуна 1694. године постигао је свој највећи успех када је са седам бродова денкершке ескадре успео да поврати и спроведе француски конвој од 120 бродова натоварен житом из Пољске, Шведеске и Данске који су нешто раније заробили Холанђани. Тада је у бици код Тексела успео да зароби три од осам холандских ратних бродова који су чували француски конвој. 5. јула у Версају примио га је и честитао му лично Луј XIV. 4. августа исте године проглашен је за племића.
Са свега седам фрегата 1696. године је у бици код Догер Бенка успео да спали или зароби 25 холандских трговачких и пет ратних бродова. Миром у Ризвику 20. септембра 1697. године престала је његова активна служба. Као гусар развио је сопствени начин абордаже.
Умро је од запаљења плућне марамице и сахрањен је у Денкерку.